# Adelpha mesentina
Adelpha mesentina is een vlinder uit de onderfamilie Limenitidinae van de familie Nymphalidae. De wetenschappelijke naam van de soort werd als Papilio mesentina in 1779 gepubliceerd door Pieter Cramer. Het is de typesoort van het geslacht Adelpha.

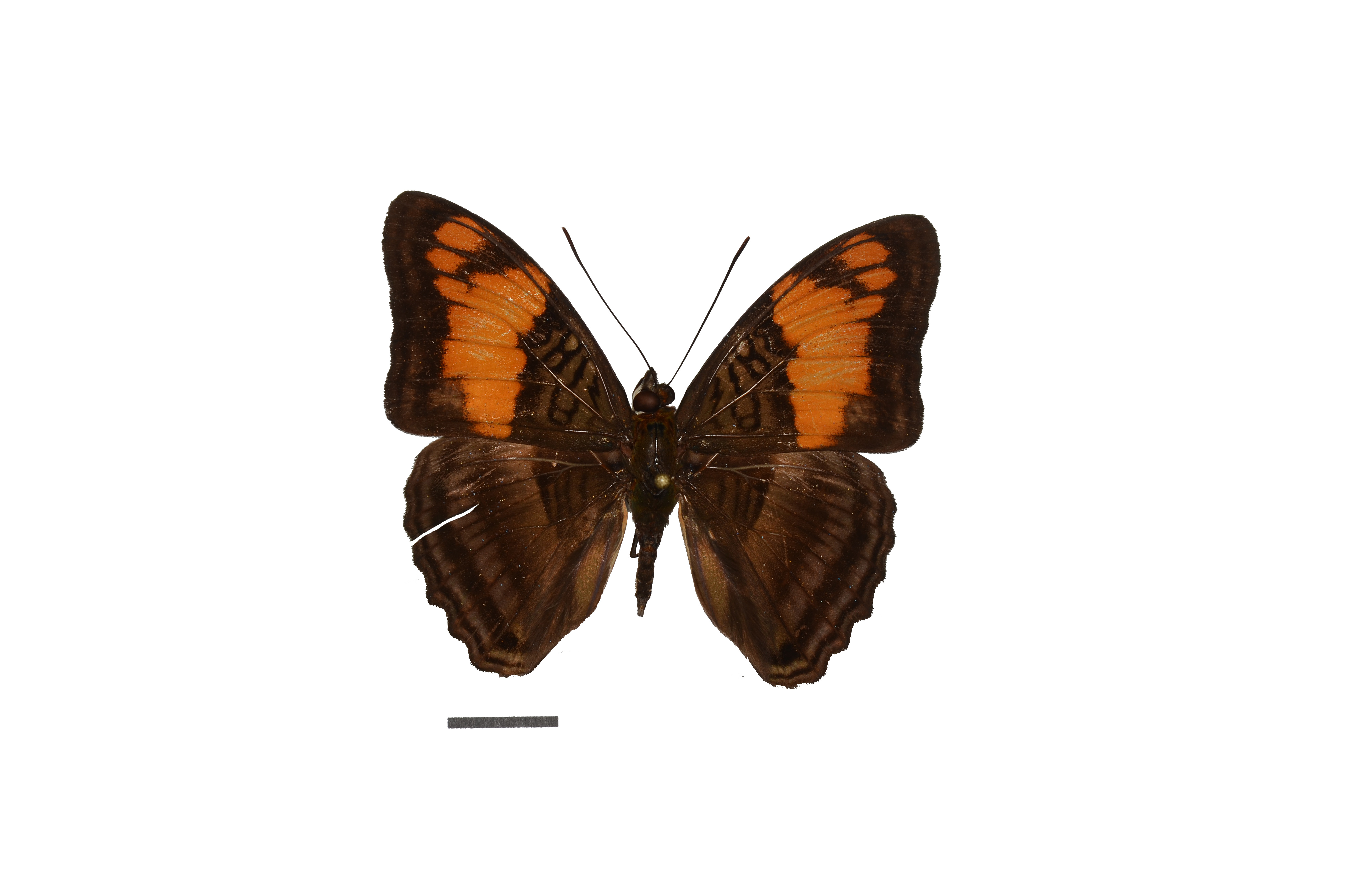
bovenzijde
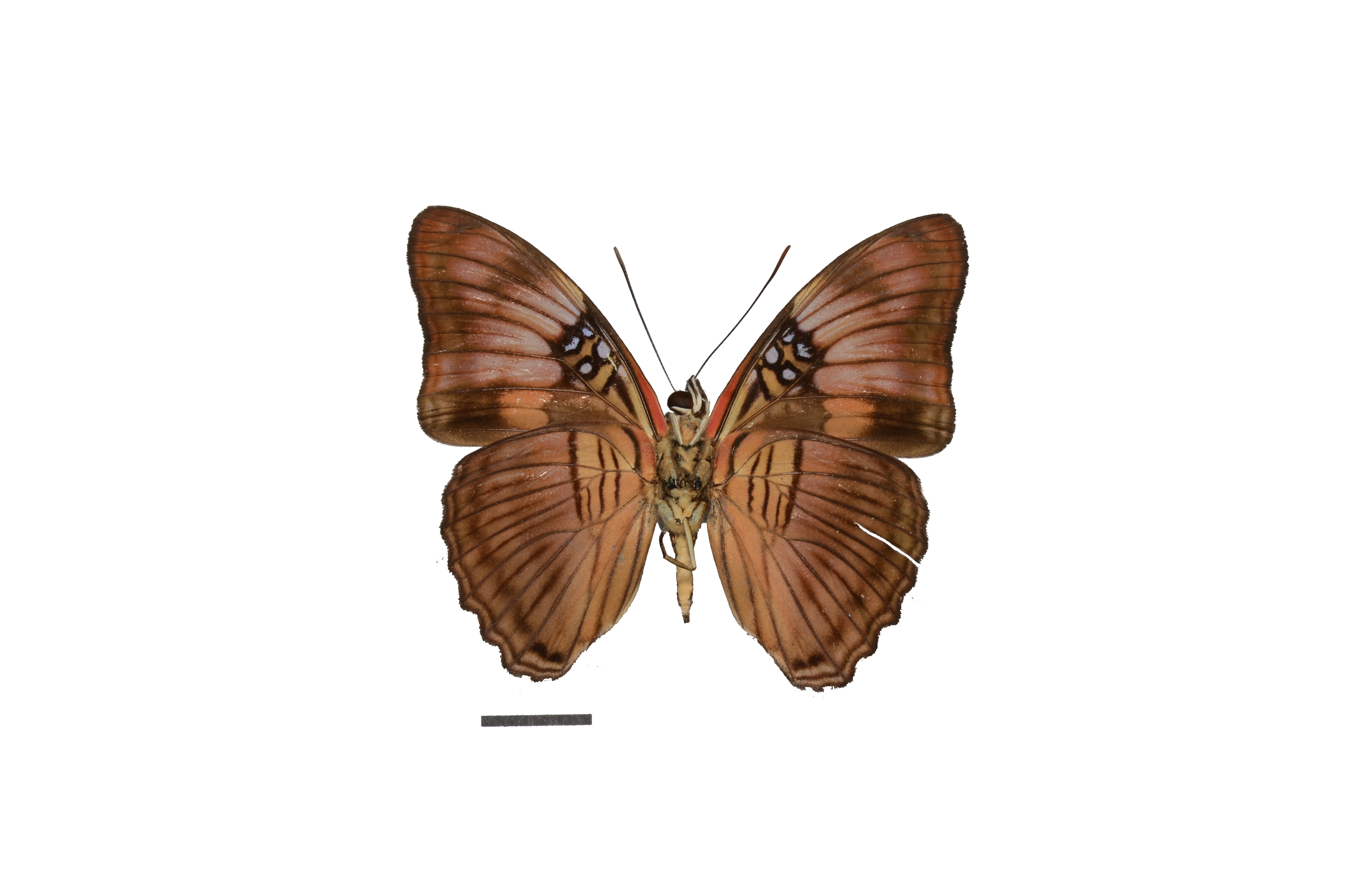
onderzijde